# Рої Мішпаті
Рої Мішпаті (івр. רועי משפתי, нар. 23 листопада 1992, Рішон-ле-Ціон) — ізраїльський футболіст, воротар клубу «Маккабі» (Тель-Авів).
Виступав, зокрема, за клуби «Ашдод», «Ашдод» та «Маккабі» (Хайфа), а також юнацьку збірну Ізраїлю.
Чемпіон Ізраїлю.

## Клубна кар'єра
Народився 23 листопада 1992 року в місті Рішон-ле-Ціон. Вихованець футбольної школи клубу «Хапоель» (Рішон-ле-Ціон). Дорослу футбольну кар'єру розпочав 2010 року в основній команді того ж клубу, в якій провів один сезон, взявши участь в одному матчі чемпіонату. 
Своєю грою за цю команду привернув увагу представників тренерського штабу клубу «Ашдод», до складу якого приєднався 2011 року. Відіграв за ашдодську команду наступні шість сезонів своєї ігрової кар'єри.
Протягом 2017—2018 років знову захищав кольори клубу «Хапоель» (Рішон-ле-Ціон).
У 2018 році повернувся до клубу «Ашдод». Цього разу провів у складі його команди три сезони. 
З 2021 року два сезони захищав кольори клубу «Маккабі» (Хайфа). 
До складу клубу «Маккабі» (Тель-Авів) приєднався 2023 року. 

## Виступи за збірні
У 2010 році дебютував у складі юнацької збірної Ізраїлю (U-18), загалом на юнацькому рівні взяв участь у 3 іграх.

## Титули і досягнення
- Чемпіон Ізраїлю (4):

«Маккабі» (Хайфа): 2021–22, 2022–23
«Маккабі» (Тель-Авів): 2023–24, 2024–25
- Володар Кубка Тото (2):

«Маккабі» (Тель-Авів): 2023–24, 2024–25
- Володар Суперкубка Ізраїлю (1):

«Маккабі» (Тель-Авів): 2024